# Francisco de Castañeda
Francisco de Castañeda, também grafado Castonado, foi um tenente do exército mexicano estacionado em San Antonio, na década de 1830. Ele foi o comandante das tropas envolvidas na primeira batalha da Revolução do Texas.

## Carreira no Texas
Castañeda foi encarregado principalmente de manter a paz no centro do Texas. Perseguir índios, trabalhar como boiadeiros e oficiais de escolta eram as principais tarefas nesse período. Os soldados faziam parte do Presídio San Antonio de Bexar, que foram alojados no forte de Alamo no final de 1835. A família Castañeda tinha vivido na Missão Alamo, para recuperar o canhão anteriormente dado aos cidadãos de Gonzales em 1831 para defesa. O que deveria ser uma missão de rotina para Castañeda e seus homens se transformou no ponto de não retorno para os participantes texanos. Castañeda acabaria sendo o comandante das tropas mexicanas envolvidas na Batalha de Gonzales, quando os cidadãos de Gonzales se recusaram a devolver o canhão. Embora tenha ocorrido uma escaramuça, conversas foram feitas entre os dois lados. O coronel do Texas John Moore chegou a fazer uma oferta a Castañeda para se juntar ao time texano e ele manteria sua patente e salário, mas ele se recusou dizendo que deveria seguir ordens e retirou seus homens para San Antonio. A guerra civil mexicana no Texas estava agora bem encaminhada. Em outubro de 1835, participou da batalha de Concepción e em dezembro no Cerco de Bexar, em San Antonio.
No final da Revolução do Texas, um evento irônico ocorreu. Juan Seguin aceitaria a rendição oficial mexicana de Francisco de Castañeda e seus homens, no Álamo, em 4 de junho de 1836. Castañeda então se juntou à retirada para o México, onde permaneceu como membro do Exército Mexicano.

## Últimos anos
Quando o México tentou retomar o Texas em 1842. Castañeda retornou a San Antonio, como capitão, sob o comando do general Adrian Woll. Woll relatou que Castañeda recebeu um ferimento grave na Batalha de Salado Creek.